# Еміль Клауссен
Еміль Клауссен (нім. Emil Claussen; 6 жовтня 1917, Фленсбург — 25 березня 1943, Атлантичний океан) — німецький офіцер-підводник, оберлейтенант-цур-зее крігсмаріне.

## Біографія
3 квітня 1937 року вступив на флот. В жовтні 1939 року відряджений в авіацію і пройшов підготовку у Військово-повітряному училищі. З травня 1941 року — 1-й вахтовий офіцер в 19-й флотилії мінних тральщиків. З вересня 1941 по березень 1942 року пройшов курс підводника. В березні 1942 року — вахтовий офіцер на підводному човні U-576, з квітня — 1-й вахтовий офіцер на U-578. В липні-вересні пройшов курс командира човна. З 7 жовтня 1942 року — командир U-469. 16 березня 1943 року вийшов у свій перший і останній похід. 25 березня U-469 був потоплений в Північній Атлантиці південніше Ісландії (62°12′ пн. ш. 16°40′ зх. д.) глибинними бомбами британського бомбардувальника «Летюча фортеця». Всі 47 членів екіпажу загинули.

## Звання
- Кандидат в офіцери (3 квітня 1937)
- Морський кадет (21 вересня 1937)
- Фенріх-цур-зее (1 травня 1938)
- Оберфенріх-цур-зее (1 липня 1939)
- Лейтенант-цур-зее (1 серпня 1939)
- Оберлейтенант-цур-зее (1 вересня 1942)

## Нагороди
- Залізний хрест 2-го класу (5 липня 1940)
- Нагрудний знак мінних тральщиків (14 листопада 1940)